# 10.5厘米LG 40無後坐力炮
10.5厘米LG 40無後坐力炮（德語：10.5 cm Leichgeschütz 40），簡稱LG 40，是二戰期間由克虜伯製造的德國無後坐力炮。

## 歷史
萊茵金屬的7.5厘米LG 40無後坐力炮於1941年克里特島戰役大放異彩，刺激了德國人繼續研發更大口徑的無後坐力炮。克虜伯和競爭對手萊茵金屬各自研發了自己的产品，而最终克虏伯的LG 40率先进入服役。

## 設計細節
克虜伯的LG 40是基於其競爭對手萊茵金屬的7.5厘米無後坐力炮所改良且放大的。此炮保留了早期型號的側擺式炮膛和大型充氣輪胎，並合併了噴嘴裡的力矩葉片來抵消因膛線或噴嘴失效所帶來的旋轉力矩。它也改進了擊發系統來避免小型的類似設計上所發生的問題。和其他德國10.5厘米無後坐力炮一樣，LG 40也通用10.5厘米leFH 18轻型榴弹炮的炮彈。LG 40-1版本以錳鋁合金製造，而LG 40-2因戰爭後期輕量合金匱乏，所以用普通鋼鐵來替代。兩個版本都可以拆成五份以執行空降任務，也可以裝在特製的防衝擊箱子中整炮空降。

## 實際使用
不像7.5厘米LG 40，兩種10.5厘米無後坐力炮都獨立編在炮兵連和炮兵營中。包括423–426, 429, 433和443炮兵連，其中大部分後來都編進了423和424輕型炮兵營中 (Leichtgeschütze-Abt)。這些單位在極地的第20山地軍或者中部俄羅斯的中央集團軍中服役。

## 註記
1. ↑  .   [2007-12-16]. （原始内容存档于2009-03-21）.

## 來源
- Engelmann, Joachim and Scheibert, Horst. Deutsche Artillerie 1934-1945: Eine Dokumentation in Text, Skizzen und Bildern: Ausrüstung, Gliederung, Ausbildung, Führung, Einsatz. Limburg/Lahn, Germany: C. A. Starke, 1974
- Hogg, Ian V. German Artillery of World War Two. 2nd corrected edition. Mechanicsville, PA: Stackpole Books, 1997 ISBN 1-85367-480-X